# M/S Strömma Kanal
M/S Strömma Kanal är ett fartyg tillhörande Strömma Kanalbolaget i Stockholm.
M/S Strömma Kanal beställdes av Ångfartygs AB Strömma Kanal i Stockholm för att kunna trafikera rutten Stockholm–Sandhamn via den grunda Strömma kanal.
Fartyget levererades till Strömma Kanalbolaget i september 1975 och sattes omedelbart in på rutten mellan Stadshuset i Stockholm och Drottningholm. Det såldes samma år till Tore Ulff AB i Stockholm och trafikerade rutten Stockholm–Sandhamn. Ångfartygs AB Strömma Kanal köpte tillbaka fartyget 1986 och sålde det vidare till Modulföretagen Piadata AB i Stockholm 1988, för att återköpa det 1993.
Fartyget används för rutten Stockholm–Sandhamn via Strömma kanal och har en matsal med plats för 80 gäster.